# Acta Nuntiaturae Polonae
Acta Nuntiaturae Polonae – seria źródłowa wydawana od 1990 roku. Ukazują się w niej akta nuncjuszów apostolskich w Polsce. 
Inicjatorem serii był Henryk Damian Wojtyska. Pierwotnie wydawcą był Polski Instytut Historyczny w Rzymie. Od 1999 roku wydawcą jest Polska Akademia Umiejętności. Seria jest obliczona na 60 tomów.   